# ميخائيل ديفيز (كاتب)
ميخائيل ديفيز (بالإنجليزية: Michael Davies)‏ هو كاتب سيناريو ومنتج تلفزيوني بريطاني، ولد في 3 مارس 1966 في لندن في المملكة المتحدة.

## وصلات خارجية
- مايكل ديفيز على موقع IMDb (الإنجليزية)
- مايكل ديفيز على موقع أول موفي (الإنجليزية)
- مايكل ديفيز على موقع قاعدة بيانات الفيلم (الإنجليزية)
- مايكل ديفيز على موقع كينوبويسك (الروسية)